# أبدارلو
أبدارلو (بالفارسية: ابدارلو) هي قرية في قسم أرشق الشرقي الريفي في الناحية المركزية لأردبيل مقاطعة التابعة لمحافظة أردبيل في إيران. سجلت في تعداد عام 2006 ولكن لم تسجل أي بيانات عن عدد سكانها.